# František Foltýn
František Foltýn (* 9. Juni 1891 in Královské Stachy, Böhmen; † 8. Juni 1976 in Brno) war ein tschechischer Maler und Vertreter der tschechischen Moderne. Er war Mitglied der Künstlergruppe Abstraction-Création und ein bedeutender Vertreter der sogenannten Košicer Moderne.

## Leben
Nach einer Lehre als Porzellanmaler begann František Foltýn 1913 an der Kunstgewerbeschule in Prag bei Arnošt Hofbauer und Emanuel Dítě zu studieren. Sein Studium wurde jedoch durch den Ausbruch des Ersten Weltkriegs unterbrochen, in dem František Foltýn an der Front kämpfte. Nach dem Krieg ließ er sich in der Slowakei nieder und malte Landschaften. In Košice lernte er den ungarischen Maler Gejza Schiller kennen, mit dem er Reisen in die Karpaten unternahm. 1922 war er Mitbegründer der Brünner Sektion der Gruppe Bildender Künstler. Von 1924 bis 1928 studierte er an der Académie Julian und der Académie de la Grande Chaumière in Paris. Während seines Aufenthaltes in Paris wurde der tschechische Malerkollege František Kupka  Foltýns Lehrer. Er öffnete Foltýn die Augen für die anti-narrativen Tendenzen, die zu dieser Zeit in Frankreich in Mode waren, und brachte ihn dazu, seine eigenen Vorstellungen von biomorpher Abstraktion zu entwickeln. Die Betonung der scharfen Linien, der unregelmäßigen Formen, der organischen Gestalt und der Vernetzung ist charakteristisch für František Foltýns Kompositionen dieser Phase.
František Foltýns erste Einzelausstellung abstrakter Bilder fand 1927 in der Pariser Galerie Au Sacré du Printemps statt. Hier trafen sich zahlreiche Künstler, die von Förderern der abstrakten Kunst unterstützt wurden und gründeten die Gruppe Cercle et Carré, der auch Foltýn angehörte und deren Hauptinteresse der geometrischen Abstraktion galt. Er war auch Mitglied der Gruppe Abstraction-Création, die von seinem Lehrer und Künstlerkollegen František Kupka mitbegründet wurde. In den 1930er Jahren war František Foltýn in der Pariser Kunstszene fest etabliert und organisierte in diesem Jahr eine große Ausstellung in der Galerie Quatre Chemins. Der Kunstkritiker Jean Cassou wurde beauftragt, das Vorwort für den Ausstellungskatalog zu verfassen, und kurz darauf wurde František Foltýn neben Künstlern wie Wassily Kandinsky, Hans Arp und Amédée Ozenfant zur ersten und einzigen internationalen Ausstellung des Cercle et Carré eingeladen, die in der Galerie 23 in Paris stattfand. 1934 kehrte er in die Tschechoslowakei zurück und ließ sich in Brünn nieder.

## Werk
Zu Beginn seiner Karriere ließ sich František Foltýn vor allem von Paul Cézanne und Bohumil Kubišta inspirieren, wandte sich aber bald der sozialen Kunst und dem magischen Realismus zu. Die in dieser Zeit entstandenen Werke behandeln oft melancholische Themen (vor allem seine figurativen Arbeiten), die jedoch durch eine helle Farbpalette kontrastiert werden. František Foltýns Werk entwickelte sich von skizzenhaften realistischen Darstellungen zu stilisierten, expressiven Landschaften. In den 1920er Jahren war sein Stil vom Expressionismus und Kubismus beeinflusst. Während seines Aufenthaltes in Paris wandte er sich der abstrakten Kunst zu. Nach seiner Rückkehr nach Brünn kehrte er zur realistischen Darstellung zurück, vor allem in der Landschaftsmalerei. In den 1960er Jahren wandte er sich erneut abstrakten Ausdrucksformen zu. Zu seinen Themen gehörten Landschaften, Stillleben sowie soziale und volkstümliche Motive wie Stadtansichten und arbeitende Menschen.